# 사이먼 매슈
사이먼 매슈(Simon Mathew, 1984년 5월 17일 ~ )는 덴마크의 가수이다. 유로비전 송 콘테스트 2008에서 덴마크 대표로 참가했다.

## 음반

### 정규 앨범
- Simon Mathew (2005)
- All For Fame (2008)

### 싱글 앨범
- These Arms (2005)
- You Are the Music in Me (2007)
- Illusion with Ida Corr (2009)